# Birch Creek
Birch Creek és una concentració de població designada pel cens dels Estats Units a l'estat d'Alaska. Segons el cens del 2000 tenia 28 habitants.

## Demografia
Segons el cens del 2000, Birch Creek tenia 28 habitants, 11 habitatges, i 7 famílies La densitat de població era d'1,8 habitants/km².
Dels 11 habitatges en un 54,5% hi vivien nens de menys de 18 anys, en un 9,1% hi vivien parelles casades, en un 45,5% dones solteres, i en un 27,3% no eren unitats familiars. En el 27,3% dels habitatges hi vivien persones soles el 27,3% de les quals corresponia a persones de 65 anys o més que vivien soles. El nombre mitjà de persones vivint en cada habitatge era de 2,55 i el nombre mitjà de persones que vivien en cada família era de 2,63.
Per edats la població es repartia de la següent manera: un 28,6% tenia menys de 18 anys, un 14,3% entre 18 i 24, un 28,6% entre 25 i 44, un 28,6% de 45 a 60 i un 0% 65 anys o més.
L'edat mediana era de 34 anys. Per cada 100 dones hi havia 115,4 homes. Per cada 100 dones de 18 o més anys hi havia 100 homes.
La renda mediana per habitatge era d'11.250 $ i la renda mediana per família de 13.750 $. Els homes tenien una renda mediana d'11.250 $ mentre que les dones 0 $. La renda per capita de la població era de 5.952 $. Aproximadament el 33,3% de les famílies i el 37% de la població estaven per davall del llindar de pobresa.

## Poblacions més properes
El següent diagrama mostra les poblacions més properes.